# Sergey Bolotin
Sergey Vladimirovich Bolotin (em russo:  Сергей Владимирович Болотин, Moscou, 1 de dezembro de 1954) é um matemático russo, especialista em sistemas dinâmicos da mecânica clássica.

## Formação e carreira
Bolotin formou-se em 1976 na Faculdade de Mecânica e Matemática da Universidade Estatal de Moscou, onde obteve em 1981 o título de Candidato de Ciências (doutorado) com a tese Либрационные движения обратимых механических систем (movimentos libraconais de sistemas mecânicos reversíveis). Recebeu em 1998 o Doktor nauk (habilitação) com a tese Двоякоасимптотические траектории и условия интегрируемости гамильтоновых систем (Trajetórias duplo-assintóticas e condições de integrabilidade para sistemas hamiltonianos).
Desde 1998 Bolotin é professor do Departamento de Mecânica Teórica da Faculdade de Mecânica e Matemática da Universidade Estatal de Moscou. É chefe do Departamento de Mecânica do Instituto de Matemática Steklov. Sua pesquisa lida com sistemas dinâmicos da mecânica clássica, sistemas hamiltonianos e métodos variacionais. Orientou quatro alunos de doutorado (Candidato de Ciências). É autor ou coautor de mais de 75 publicações científicas, incluindo um livro sobre mecânica teórica (2010). Atuou no conselho editorial da revista Regular and Chaotic Dynamics.
Foi palestrante convidado do Congresso Internacional de Matemáticos em Zurique (1994: Invariant Sets of Hamiltonian Systems and Variational Methods). Em 2016 foi eleito membro correspondente da Academia de Ciências da Rússia.
Como hobby, Bolotin navega em barcos Finn da classe olímpica.
Seu irmão Yuri Vladimirovich Bolotin (nascido em 1 de dezembro de 1954) é professor da Universidade Estatal de Moscou. Ambos os irmãos em 2020 se tornaram campeões da Rússia na classe de iates "Carter 30".

## Publicações selecionadas
- Bolotin, S.V.; Kozlov, V.V. (1978). «Libration in systems with many degrees of freedom». Journal of Applied Mathematics and Mechanics. 42 (2): 256–261. doi:10.1016/0021-8928(78)90141-7
- Bolotin, S. V. (1984). «First integrals of systems with gyroscopic forces». Moskovskii Universitet Vestnik Seriia Matematika Mekhanika: 75. Bibcode:1984MVSMM.......75B
- Bolotin, S.V. (1984). «The effect of singularities of the potential energy on the integrability of mechanical systems». Journal of Applied Mathematics and Mechanics. 48 (3): 255–260. Bibcode:1984JApMM..48..255B. doi:10.1016/0021-8928(84)90128-X
- Bolotin, S. V. (1988). «The Hill determinant of a periodic orbit». Moskovskii Universitet Vestnik Seriia Matematika Mekhanika: 30. Bibcode:1988MVSMM.......30B
- Bolotin, S. V. (1992). «Integrable billiards on surfaces of constant curvature». Mathematical Notes. 51 (2): 117–123. doi:10.1007/BF02102114
- Bolotin, Sergey V. (1995). «Homoclinic orbits to invariant tori of Hamiltonian systems». Dynamical Systems in Classical Mechanics. Col: Translations of the American Mathematical Society, Series 2. 168. [S.l.: s.n.] pp. 21–90
- Bolotin, S.V.; Rabinowitz, P.H. (1998). «A Variational Construction of Chaotic Trajectories for a Reversible Hamiltonian System». Journal of Differential Equations. 148 (2): 364–387. Bibcode:1998JDE...148..364B. doi:10.1006/jdeq.1998.3470
- Bolotin, S. V.; MacKay, R. S. (2000). «Periodic and Chaotic Trajectories of the Second Species for the n-Centre Problem». Celestial Mechanics and Dynamical Astronomy. 77 (1): 49–75. Bibcode:2000CeMDA..77...49B. doi:10.1023/A:1008393706818
- Bolotin, S.V.; Treschev, D.V. (2000). Regular and Chaotic Dynamics. 5 (4): 401. doi:10.1070/RD2000v005n04ABEH000156
- Bolotin, Sergey V.; Treschev, Dmitrii V. (2010). «Hill's formula». Russian Mathematical Surveys. 65 (2): 191–257. Bibcode:2010RuMaS..65..191B. arXiv:1006.1532. doi:10.1070/RM2010v065n02ABEH004671
- Bolotin, S. V.; Kozlov, V. V. (2015). «Calculus of variations in the large, existence of trajectories in a domain with boundary, and Whitney's inverted pendulum problem». Izvestiya: Mathematics. 79 (5): 894–901. Bibcode:2015IzMat..79..894B. doi:10.1070/IM2015v079n05ABEH002765
- Bolotin, S. V.; Treschev, D. V. (2015). «The anti-integrable limit». Russian Mathematical Surveys. 70 (6): 975–1030. Bibcode:2015RuMaS..70..975B. doi:10.1070/RM2015v070n06ABEH004972